# Liste der Nummer-eins-Hits in den Cash Box Charts (1994)
Diese Liste enthält alle Nummer-eins-Hits in den amerikanischen Cash Box Charts im Jahr 1994. Es gab in diesem Jahr 13 Nummer-eins-Singles.
| Singles |
| --- |
| - Janet Jackson – Again - 6 Wochen (18. Dezember 1993 – 21. Januar 1994) - Bryan Adams, Rod Stewart und Sting – All for Love - 5 Wochen (22. Januar – 25. Februar) - Céline Dion – The Power of Love - 3 Wochen (26. Februar – 18. März) - Ace of Base – The Sign - 2 Wochen (19. März – 1. April, insgesamt 3 Wochen) - Mariah Carey – Without You - 2 Wochen (2. April – 15. April) - Ace of Base – The Sign - 1 Woche (16. April – 22. April, insgesamt 3 Wochen) - Prince – The Most Beautiful Girl in the World - 5 Wochen (23. April – 27. Mai) - All-4-One – I Swear - 6 Wochen (28. Mai – 8. Juli) - Ace of Base – Don’t Turn Around - 1 Woche (9. Juli – 15. Juli, insgesamt 3 Wochen) - Janet Jackson – Any Time, Any Place/And On And On - 1 Woche (16. Juli – 22. Juli, insgesamt 3 Wochen) - Ace of Base – Don’t Turn Around - 2 Wochen (23. Juli – 5. August, insgesamt 3 Wochen) - Janet Jackson – Any Time, Any Place/And On And On - 2 Wochen (6. August – 19. August, insgesamt 3 Wochen) - Lisa Loeb und Nine Stories – Stay (I Missed You) - 2 Wochen (20. August – 2. September) - Boyz II Men – I’ll Make Love to You - 13 Wochen (3. September – 2. Dezember) - Boyz II Men – On Bended Knee - 11 Wochen (3. Dezember 1994 – 17. Februar 1995) |